# Cassville (Virgínia de l'Oest)
Cassville és una concentració de població designada pel cens dels Estats Units a l'estat de Virgínia de l'Oest. Segons el cens del 2000 tenia 1.586 habitants.

## Demografia
Segons el cens del 2000, Cassville tenia 1.586 habitants. La densitat de població era de 40,6 habitants per km².
Cap de les famílies estaven per davall del llindar de pobresa.

## Poblacions més properes
El següent diagrama mostra les poblacions més properes.